# A Voyage to Terra Australis
A Voyage to Terra Australis: Undertaken for the Purpose of Completing the Discovery of that Vast Country, and Prosecuted in the Years 1801, 1802, and 1803, in His Majesty's Ship the Investigator é um livro escrito pelo marinheiro e explorador inglês Matthew Flinders. Ele descreve a sua navegação ao redor do continente australiano durante os primeiros anos do século 19, e sua prisão pelos franceses na ilha Maurício entre 1804 e 1810.